# Antonia Weeger
Antonia Weeger (2004) es una deportista alemana que compite en ciclismo de montaña en la disciplina de campo a través. Ganó una medalla de bronce en el Campeonato Europeo de Ciclismo de Montaña de 2022, en la prueba por relevos.

## Medallero internacional
| Campeonato Europeo | Campeonato Europeo | Campeonato Europeo | Campeonato Europeo         |
| Año                | Lugar              | Medalla            | Competición                |
| ------------------ | ------------------ | ------------------ | -------------------------- |
| 2022               | Anadia (Portugal)  | Medalla de bronce  | Campo a través por relevos |